# Наташа Дракулић
Наташа Дракулић (Бихаћ, 1979) српски је сценариста и књижевник.

## Биографија
Одрасла је у Кореници, у Лици, Хрватска. Од 1995. живи у Београду где је дипломирала на Факултету политичких наука и Факултету драмских уметности.
Написала је 4 позоришне драме и низ радио-драма реализованих на Радио Београду. Сценаристкиња је 5 епизода играно-документарног серијала „Заборављени умови Србије” о Александру Соловјеву, Владимиру Дворниковићу, Ивану Ђаји, Кости Стојановићу и Милану Влајинцу на Радио-телевизији Србије. Уз Александра Ђају, сценаристкиња је и игране серије од десет епизода „Мансарда” на истој телевизији. Заједно са Радославом Павловићем написала је сценарио за документарно-играни филм „Крушедол” Радио-телевизије Војводине. Сценариста је музичко-плесног пројекта за младе „ТНТ” (Тотално нови талас) емитованог на Радио-телевизији Републике Српске. Сценариста је фестивала „Беовизија” 2009. Косценариста документарног филма „Гринго” у режији Дарка Бајића 2011. као и мјузикла „Главо луда” у режији Николе Булатовића у Позоришту на Теразијама чија је премијера била у септембру 2012. Сценариста је едукативног-играног филма „Посматрачи” у режији Николе Љуце на тему трговине људима емитованог на РТС-у октобра 2016. године. Одговорни уредник редакције Дечјег програма РТС-а од 2009. године до октобра 2022-е. Драматург документарно- играног филма "Петровачка цеста", производња РТС 2022.
Дракулић је сценарио за 120 епизода теленовеле „Заустави време” хрватске продуцентске куће АВА, први пројекат, који је радила београдска испостава АВА-е. Заменила је Јелену Вељачу као косценаристкињу (сарадња са Наташом Антулов) на теленовели „Закон љубави” исте куће.
Заједно са Предрагом Антонијевићем сценариста је 10 епизода серије „Убице мог оца” емитоване на РТС-у 2016/2017, 12 епизода другог серијала ове серије чије је премијерно емитоване било на ТОП каналу 2017/2018. трећег циклуса (11 епизода) емитоване на ТОП каналу (Нова С), 10 епизода 4 циклуса, 12 епизода 5 циклуса (самостално) и 12 епизода 6 циклуса. Заједно са Предрагом Антонијевићем косценариста је филма о Првом светском рату „Заспанака за војнике” чија је премијера била 1. новембра 2018. Косценариста словеначке тв новеле „Река љубезни” у првој и другој сезони за ПОП тв. Косценариста филма „Последња баријера” босанско-херцеговачког редитеља Јасмина Дураковића. Сценариста је филма „Дара из Јасеновца”.

## Награде
- Орден Карађорђеве звезде трећег степена (15. фебруар 2021).[2]

## Дјела

### Драме
- Реци да
- Неке ствари и остало
- Френсис
- Главо луда

### Радио-драме
- Срчани удар
- Освајање месеца-минијатуре
- Музика као сан
- Стан
- Високе потпетице
- Туба
- Миленко Стојковић — прича о херојству и пријатељству
- Мехмед паша Соколовић
- Гостионица код срећне звезде
- Суматра

### Књиге за дјецу
- Вила Ружица
- Деспотица Теодора
- Лила то сам ја

### Сценарији
Серије
- Рингишпил (серија) - (8 епизода) сценариста
- Бунар (серија) - (11 епизода) сценариста
- Певачица - (24 епизода) сценариста
- Државни службеник - (12 епизода) драматург
- Црвени месец - (3 епизоде) косценариста
- Убице мог оца — седам сезона (81 епизода) сценариста
- Река љубезни — две сезоне (125 епизода) косценариста
- Ларин избор — (15 епизода) косценариста
- Закон љубави — (15 епизода) косценариста
- Заустави време — (120 епизода) сценариста
- Мансарда — (10 епизода) косценариста
- Заборављени умови Србије — (5 епизода) сценариста

Филмови
- Крушедол — косценариста
- О Гринго — косценариста
- Пут ружама посут — драматург
- Посматрачи — сценариста
- Заспанка за војнике — косценариста
- Дара из Јасеновца — сценариста